# Yggdrasil

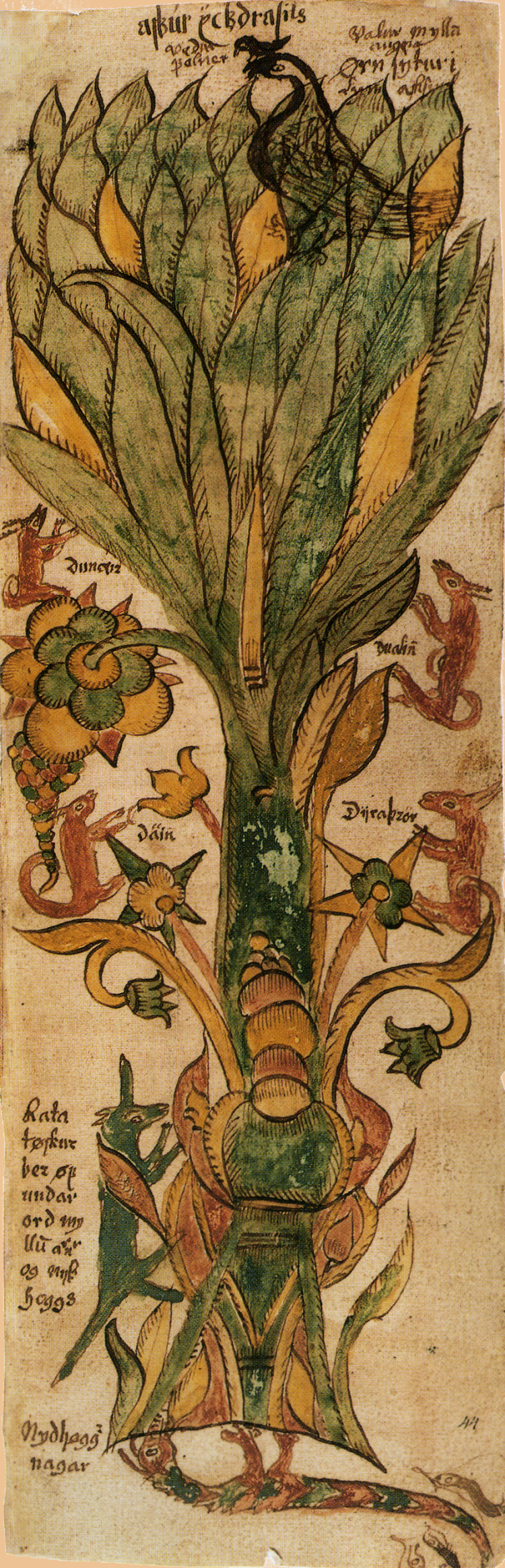
Darstellung der Weltenesche Yggdrasil mit den verschiedenen Tieren, die in und bei ihr leben, in einer isländischen Handschrift des 17. Jahrhunderts.

Yggdrasil, altnordisch Yggdrasill, auch: Weltenesche, ist in der nordischen Mythologie der Name einer Esche, die als Weltenbaum den gesamten Kosmos verkörpert. Andere Namen dieses Baums waren wohl Mimameid oder Lärad.

## Yggdrasil in der Edda
Nachdem in der Edda die Götter den Ur-Riesen Ymir getötet haben, erschaffen sie, dem Mythos nach, aus seinem Leichnam alle existierenden Dinge. Die Weltenesche Yggdrasil ist der erste Baum, der wächst. Er ist der größte und prächtigste Baum der Welt. Seine Äste breiten sich über alle neun Welten aus und erstrecken sich über den Himmel. Ein Adler ohne Namen sitzt im Geäst, zwischen seinen Augen ist ein Habicht, der Vedrfölnir genannt wird.
Yggdrasil hat drei große Wurzeln, von denen eine nach Jötunheim, dem Land der Riesen, wächst, wo sich auch Mimirs Brunnen befindet. Die andere Wurzel führt nach Niflheim zur Quelle Hvergelmir, wo der Drache Nidhöggr an ihr nagt. Die dritte Wurzel findet sich in der Nähe von Asgard. Das Eichhörnchen Ratatöskr klettert immer zwischen der Baumkrone und Wurzeln hin und her und verbreitet dabei üble Nachrede vom Adler bis zum Drachen. Vier Hirsche namens Dain, Dwalin, Dunneir und Durathror fressen die Triebe der Weltenesche ab. Die zwei Schlangen Goin und Moin, die von Grafwitnir (Grabeswolf) abstammen, nagen an den Wurzeln von Yggdrasil.
Unter den Zweigen des Baums halten die Götter Gericht. Am Fuße Yggdrasils liegt auch der Urdbrunnen, an dem die drei Nornen Urd (das Gewordene), Verdandi (das Werdende) und Skuld (was da kommen soll) ihren Sitz haben, die das Schicksal der Menschen bestimmen. Wenn Yggdrasil zu beben (oder zu welken) beginnt, naht das Weltenende Ragnarök.

## Der Aufbau der drei Ebenen Yggdrasils

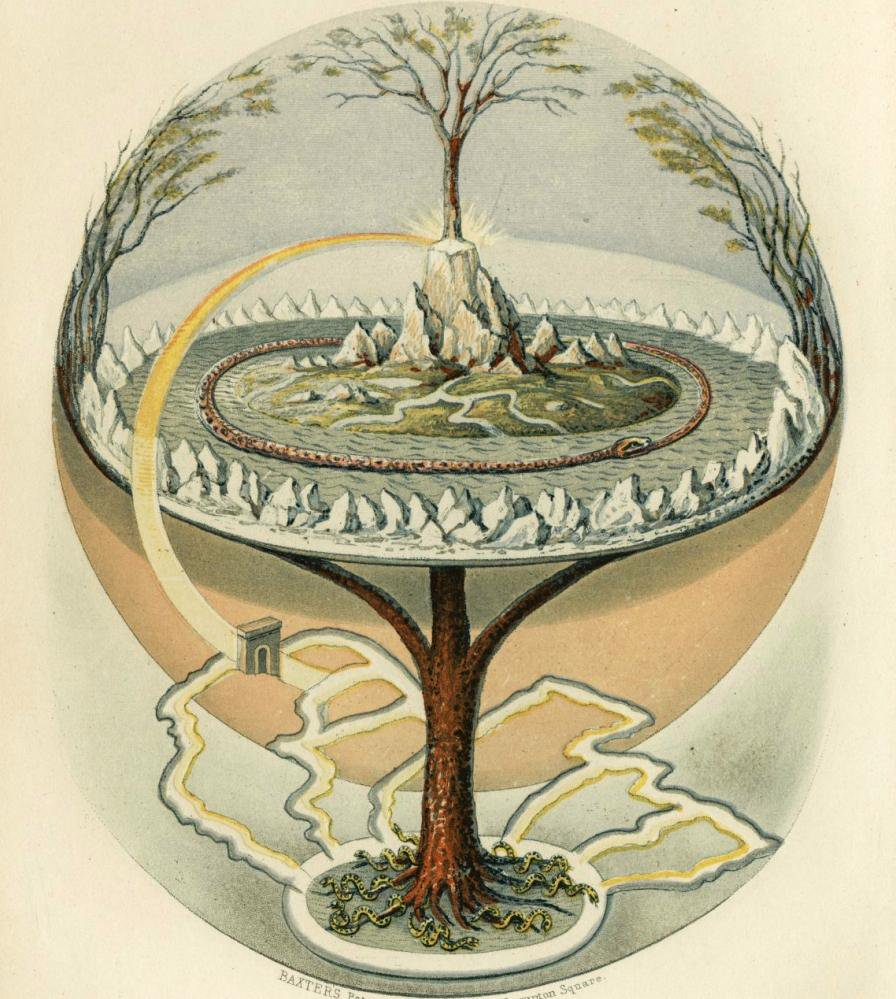
Yggdrasil

In den eddischen Literaturen werden bestimmte mythische Orte einer der Welten zugeordnet. An keiner Stelle wird jedoch aufgezählt, wie die neun Welten, die Yggdrasil verkörpert, heißen. Insgesamt werden mehr Weltennamen als neun genannt. Die unten stehende Aufteilung in drei Ebenen und die Benennung der neun Welten ist deswegen eine rein neuzeitliche Rezeption, die in der Forschung so nicht mehr vertreten wird, aber außerhalb davon noch viel Anklang findet.
1. Oberwelt
- Asgard (Asenheim): Heimat des Göttergeschlechts der Asen.
  - Hlidskialf: Hochsitz des Allvaters Odin
  - Folkwang (Feld des Volks) und Walhall (Halle der Gefallenen): Ort der im Kampf gestorbenen Helden.
  - Vingólf (in etwa das freundliche Haus): Sitz der Asengöttinnen.
  - Bifröst: die Asgard und Midgard verbindende Regenbogenbrücke.
- Wanenheim (Wanenwelt): Heimat des Göttergeschlechts der Wanen.
- Albenheim (Lichtalbenwelt): Heimat der Alben (Lichtalben).

2. Erde
- Midgard (Mittelheim): Heimat der Menschen.
- Jötunheim (Riesenwelt): Heimat der Riesen.
- Utgard (Außenwelt): Raum außerhalb.
- Muspellsheim: Heimat der Feuerriesen.

3. Unterwelt
- Schwarzalbenheim (Schwarzalbenwelt): Heimat der Zwerge (Schwarzalben).
- Niflheim (Dunkelwelt): Reich des Eises, des Nebels und der Finsternis (Polarnacht).
  - Hvergelmir (der brausende Kessel): Ursprung aller Flüsse.
- Helheim (etwa das Verborgene): Totenreich.
  - Unterwelt der Asen zum Fluss Äsir.
  - Hrimthusen (einstmals Ginnungagap).

## Symbolik

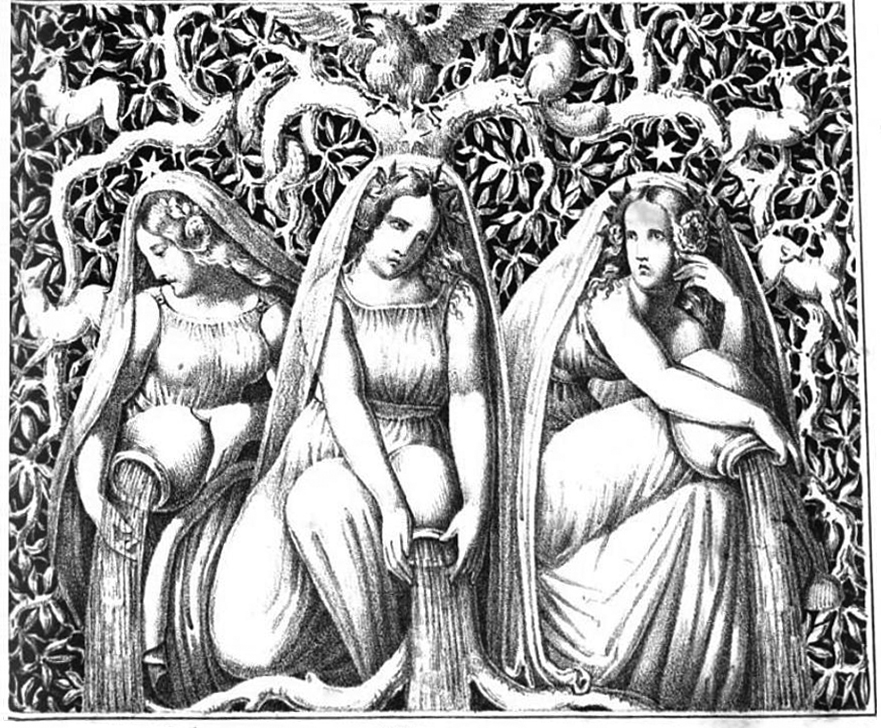
Drei Nornen unter Yggdrasil begießen die Wurzeln des Baums mit Wasser aus dem Urdbrunnen. Oben auf dem Baum sitzt der namenlose Adler und am Stamm entlang läuft das Eichhörnchen Ratatöskr (aus „Die Helden und Sagen des Nordens oder Das Buch der Sagen“ von Amalie Schoppe, 1832).

Yggdrasil, die Weltenesche, ist die Verkörperung der Schöpfung als Gesamtes: räumlich, zeitlich und inhaltlich. Er ist der Weltenbaum, weil er im Zentrum der Welt steht und alle Welten miteinander verbindet. Als Weltachse (axis mundi) verbindet er die drei Ebenen Himmel, Mittelwelt und Unterwelt. Als Himmelsstütze stützt er das Himmelsgewölbe. Die Edda nennt ihn auch den Maßbaum. Die Welt reicht nur so weit, wie seine Zweige und Wurzeln reichen, und die Schöpfung besteht nur so lange, wie er besteht: ein Sinnbild der Raumzeit. Yggdrasil ist auch ein Sinnbild des Lebens an sich und von Vergehen und Werden, der Wiedererneuerung des Lebens. Die Tiere am Baum nehmen von seiner Lebenskraft, die drei Nornen besprengen ihn mit dem heiligen Wasser des Urdbrunnens und schenken ihm immer wieder neue Lebenskraft. Da Yggdrasils Leben sich immer wieder erneuert oder weil Yggdrasil immergrün ist, ist die Weltenesche auch ein Sinnbild der Unsterblichkeit. Durch Odins Selbstopfer wird Yggdrasil zum Opferbaum. Da Odin sich selbst am Baum aufhängt, um das geheime Wissen bei den Wurzeln Yggdrasils zu erlangen, kann man in Yggdrasil auch einen Wissensbaum sehen, über den man zum geheimen Wissen gelangt.

## Kult
Über die Rolle der Weltenesche Yggdrasil im Kult ist nichts bekannt. Angesichts der zahlreichen germanischen Baumkulte ist es wahrscheinlich, dass bei den Germanen bestimmte physische Bäume den mythischen Weltenbaum darstellten. Sie müssen aber nicht zwingend eine Esche gewesen sein. Die Donareiche, die Irminsul oder der heilige Baum im schwedischen Uppsala, von dem Adam von Bremen im 11. Jahrhundert berichtet, könnten kultische Entsprechungen von Yggdrasil gewesen sein. Sie sind zusammenhängend mit Yggdrasil zu betrachten. Von den baltischen Prußen ist eine solche Kultstätte in Romowe überliefert.
Nach der Edda ist Yggdrasil der Thingplatz der Götter. Hier versammeln sie sich, beraten sich und halten Gericht. Da die Verhältnisse in der Götterwelt oft die irdischen Verhältnisse spiegeln, kann man annehmen, dass das germanische Thing an oder in der Nähe einer Verkörperung des Weltenbaums stattfand. Vermutlich wurde es von Ritualen begleitet. In germanischer Zeit waren das Religiöse und das Rechtliche noch nicht voneinander getrennt. Die Gerichtsbäume des Mittelalters (in Deutschland Eichen und Linden) könnten ein Nachhall der alten Zeit sein.
Vom heiligen Baum in Uppsala werden Tier- und Menschenopfer berichtet. Die Irminsul wird als Himmelsstütze und Weltachse gedeutet.

## Etymologie
Der Name Yggdrasil, altnordisch Yggdrasill, setzt sich wohl zusammen aus altnordisch yggr „Furcht“, „Schrecken“, „Schrecklicher“ (siehe Liste der Beinamen Odins)‘ und altnordisch drasill „Pferd“.
Einige Interpreten vermuten, dass Yggdrasil „Pferd des Schrecklichen“ heißt, und dass damit die Weltesche selbst als Odins Pferd bezeichnet wird. Nach der Hávamál hing ein Wesen, das man meist als Odin identifiziert, neun Nächte in einem Selbstopfer an einem Baum, der oft mit dem Weltenbaum gleichgesetzt wird.  Noch in späterer Zeit sagten die Deutschen, Engländer und die nordgermanischen Völker zum Galgenbaum Ross und zum Gehängten Reiter.
Der isländische Gelehrte Eirikr Magnússon meinte jedoch, Yggdrasil sei das Reittier Odins und nicht der Baum selbst gewesen. Der eigentliche Weltenbaum habe askr Yggdrasil geheißen, also der Baum, an den Odin sein Pferd bindet.
Eine weitere Ansicht führt altnordisch yggr auf seine eigentliche Bedeutung ‚Schrecken‘ zurück und übersetzt den Baumnamen mit „Schreckensbaum“, „Galgen“ Damit würde wiederum Odins Selbstopfer am Galgen des Weltenbaums zum Ausdruck gebracht werden.
Grundsätzlich weiter zurückreichende Deutungen beruhen auf Vergleichen zu anderen religiös-kultischen indogermanischen Vorstellungen. Danach bedeutet Yggdrasil „Eibensäule“. Altnordisch yggia wäre demnach von germanisch *igwja „Eibe“ und altnordisch drasill von indogermanisch *dher- „stützen“ abzuleiten.

## Historische Wurzeln
Die geschichtlichen Wurzeln des nordischen Weltenbaums reichen mindestens zurück bis in indogermanische Zeit, da der Weltenbaum zum mythologischen Fundus vieler indogermanischer Völker gehört: Balten (die Eiche Austras koks), Inder (der Feigenbaum Asvattha), Perser (Simorgh-Baum) und Slawen – gegebenenfalls auch der Baum der Hesperiden der Griechen. In diesen Mythologien findet sich oft ein Greifvogel an der Spitze und/oder eine Schlange an den Wurzeln des Baums.
Heutzutage wird kaum noch die Meinung vertreten, dass Yggdrasil eine spätheidnische Entlehnung des mittelalterlichen, christlichen Kreuzbaums ist. Eher glaubt man, dass die Vorstellung des christlichen Kreuzbaums durch heidnische Vorstellungen beeinflusst wurde.

## Bezüge zum Schamanismus Sibiriens

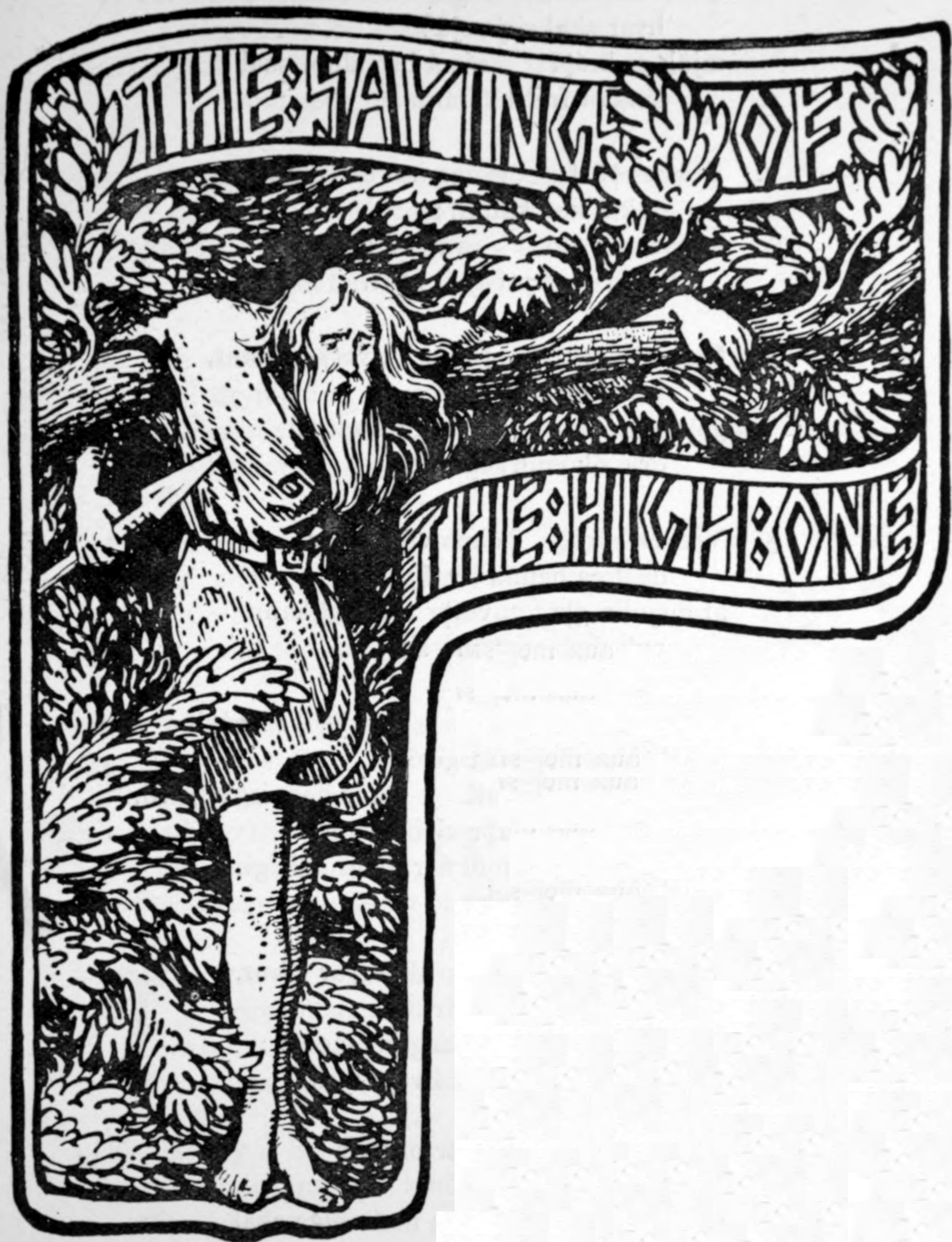
Odins Selbstopfer im Weltenbaum Yggdrasil. Buchillustration von W. G. Collingwood, 1908 aus der älteren oder poetischen Edda

In den schamanischen Kulturen des eurasischen Nordens finden sich ähnliche Vorstellungen des Weltenbaums, wie sie von Yggdrasil berichtet werden. Das Selbstopfer Odins an Yggdrasil, sein enger Bezug zur Ekstase und sein achtbeiniges Pferd Sleipnir sind Merkmale, die dem klassisch sibirischen Schamanismus sehr nahestehen.
Man kann deswegen der Ansicht sein, dass der nordische Weltenbaum aus einer Zeit stammt, in der er von Schamanen in ihrer praktischen Arbeit genutzt wurde. Kennzeichnend für Weltenbäume des sibirischen Schamanismus ist – bzw. war – die Vorstellung, dass er die Welt in ihrer Gesamtheit darstellt. Somit war er zugleich auch der erste aller Bäume. Er stand im Zentrum der Schöpfung und verband die drei Ebenen Himmel, Erde und Unterwelt (und alle sonstigen Welten, die es gibt) miteinander. Meist war er mit einer Muttergottheit und dem Martyrium verbunden. Sieht man in der Norne Urd eine alte Muttergottheit, so vereinigt Yggdrasil all diese grundlegenden Merkmale in sich. Unterschiedlich war im Übrigen in den verschiedenen eurasischen Kulturen die Baumart des Weltenbaums.
Schamanen nutzten den Weltenbaum in ihrer Vorstellung für ihre Arbeit zum „Reisen“ in die jenseitige Geisterwelt, damit sie dort Angelegenheiten der Menschen erledigen konnten. An einer Entsprechung des Weltenbaums wurden Schamanen zum Teil auch initiiert. Odins Selbstopfer (Martyrium) an Yggdrasil, um an das geheime Wissen (der Runen) in der Tiefe zu gelangen, kann durchaus als schamanischer Initiationsritus aufgefasst werden.

## Von der Eibe Yggdrasil
In der Forschung findet man häufig die Auffassung, dass der westnordische Weltenbaum in früherer Zeit ursprünglich keine Esche, sondern eine Eibe (Taxus sp.) war. Diese Meinung stützt sich vor allem auf die Schilderung Adams von Bremen aus dem 11. Jahrhundert über den heiligen Baum, der im Tempelbezirk von Uppsala in Schweden stand:

„Nahe bei diesem Tempel steht ein sehr großer Baum, der seine Zweige weithin ausbreitet und im Winter wie im Sommer immer grün ist. Welcher Art derselbe ist, weiß niemand. Dort ist auch eine Quelle […]“

Die fast deckungsgleiche Beschreibung des mythischen Weltenbaums in der Lieder-Edda legt nahe, dass der heilige Baum zu Uppsala den mythischen Weltenbaum verkörperte. So heißt es über Yggdrasil in der Lieder-Edda:

„Eine Esche weiß ich stehen,
sie heißt Yggdrasil, ein hoher Baum […]
Immergrün steht sie über dem Brunnen der Urd.“

Über den Baum Mimameid, den man mit Yggdrasil gleichsetzt, wird gesagt:

„Niemand weiß, aus welchen Wurzeln er wächst.“

Alle Merkmale beider Beschreibungen stimmen überein bis auf eins. Die in Europa heimische Gemeine Esche (Fraxinus excelsior) ist nicht immergrün, wenngleich es in der Eschen-Gattung durchaus auch immergrüne Arten gibt. Die einzige heimische immergrüne Baumart, die in diesem Landstrich Schwedens noch wachsen konnte, war die Eibe – ein äußerst langlebiger Nadelbaum. Dass der mythische Weltenbaum als Nadelbaum gedacht war, dafür spricht unter anderem auch die zweimalige Verwendung des Wörtchens barr in der Edda:

„Vier Hirsche dringen ins Geäst [Yggdrasils] und beißen die Blätter [barr] ab.“

„Wie heißt der Baum [barr], der die Zweige breitet über alle Länder?.“

Das liegt daran, dass man altnordisch barr zwar mit Baum oder Blatt übersetzen kann, aber genauso gut auch mit Nadelbaum oder Nadel.
Die Verwandlung von Eibe zu Esche erklärt man sich zum Beispiel dadurch, dass beide Bäume auf Island, wo die Eddatexte abgefasst wurden, nicht wuchsen und die Baumarten in Unkenntnis verwechselt wurden. Die Nordgrenze des Verbreitungsgebiets beider Bäume in Europa ist Südskandinavien.
Es gibt aber auch Argumente, die gegen eine Eibe Yggdrasil sprechen. Die Schilderung des heiligen Baums in Uppsala, die Adam von Bremen aus zweiter oder dritter Hand hatte, kann mythologisch beeinflusst gewesen sein. Darauf deutet die fast deckungsgleiche Beschreibung zwischen Kultbaum und mythischem Baum hin, insbesondere die Bemerkung Adams von Bremen, dass niemand wisse, welcher Art der Baum sei. Auch wenn der heilige Baum in Uppsala ein Nadelbaum gewesen wäre, so wäre damit noch nicht gesagt, dass man sich auch Yggdrasil als Nadelbaum vorstellte. Denn schließlich kann jede Baumart den mythischen Weltenbaum vertreten. Genauso gut kann Yggdrasil jeden irdischen Baum repräsentieren, sofern man Yggdrasil als frühzeitlichen Schöpfungsmythos versteht.